# 송화 (드라마)
《송화》는 2000년 4월 10일부터 2000년 9월 30일까지 방영된 한국방송공사 2TV 아침드라마이다.
한편, 이 드라마는 불량배, 미혼모, 얽히고 섦킨 애정관계, 의미가 없는 복수, 신데렐라식 구원 등의 이야기 설정으로 가족관계와 여성의 지위를 왜곡시켜 2000년 최악의 방송 프로그램으로 선정되었으며 지나친 폭력묘사 때문에 방송위원회로부터 제재를 받았다.

## 등장 인물
- 유호정 : 정송화 역
- 정성모 : 동춘 역
- 안정훈 : 형도 역
- 김민희 : 혜주 역
- 김병세 : 은석 역
- 최지나 : 은수 역
- 이영하 : 전광석 역
- 박선영
- 김청
- 남윤정
- 홍여진
- 김민정
- 이경표
- 김종결
- 남윤정
- 최선자
- 김관기
- 정호근
- 양미경
- 이명숙
- 이한위
- 김윤희
- 황범식
- 김규철
- 전인택
- 박영숙
- 이춘식
- 노현정

## 참고 사항
- 집필자 안양자 작가는 간경화와 다발성 장기부전으로 투병해 오다가 2010년 5월 28일 별세했다.[3]